# Matti Ritola
Matti Adolf Ritola (* 1. Januar 1902 in Haapavesi; † 4. Mai 1967 in Toijala) war ein finnischer Skilangläufer.
Ritola belegte bei den Olympischen Winterspielen 1924 in Chamonix den 11. Platz über 18 km. Zwei Jahre später errang er bei den Nordischen Skiweltmeisterschaften in Lahti den neunten Platz über 30 km.